# Leptomys paulus
Leptomys paulus  (Musser, Helgen & Lunde, 2008) è un roditore della famiglia dei Muridi endemico della Nuova Guinea.

## Descrizione

### Dimensioni
Roditore di piccole dimensioni, con la lunghezza della testa e del corpo tra 117 e 132 mm, la lunghezza della coda tra 138 e 163 mm, la lunghezza del piede tra 31 e 36 mm, la lunghezza delle orecchie tra 18 e 23 mm e un peso fino a 52 g.

### Aspetto
La pelliccia è soffice, densa e setosa. Il colore delle parti dorsali è bruno fulvo scuro, giallastro sui fianchi, le guance sono bianche, mentre le parti ventrali sono bianco-grigiastre. Una striscia mediana di pelle priva di peli attraversa le spalle e si estende in avanti fino alla fronte. Le orecchie sono grandi, marrone scure e cosparse di pochi piccoli peli scuri. Le vibrisse sono lunghe fino a 60 mm. È presente una maschera più scura intorno agli occhi. Le zampe sono bianche. La coda è più lunga della testa e del corpo, è uniformemente scura con l'estremità bianca, è ricoperta da circa 18-20 anelli di scaglie per centimetro ed è praticamente priva di peli.

## Biologia

### Comportamento
È una specie terricola.

### Riproduzione
Femmine gravide sono state catturate in marzo, con 1-2 embrioni impiantati.

## Distribuzione e habitat
Questa specie è diffusa nell'estrema parte orientale della Nuova Guinea.
Vive nelle foreste pluviali tropicali basso-montane tra 1.240 e 1.540 metri di altitudine.

## Conservazione
Questa specie, essendo stata scoperta solo recentemente, non è stata sottoposta ancora a nessun criterio di conservazione.